# Quartiere
Cet article concerne le film. Pour le quartier d'une ville, voir Quartier (ville).
Pour plus de détails, voir Fiche technique et Distribution.
Quartiere est une comédie dramatique italienne à sketches réalisée par Silvano Agosti et sortie en 1987.
Le film raconte quatre histoires d'amour, situées dans le rione de Prati à Rome, plus une cinquième qui fait office de lien.

## Synopsis
Prima storia
Deux sœurs, Alessandra et Paola, rentrant d'une répétition d'orchestre (Alessandra est violoncelliste) le soir du Nouvel An, sont arrêtées par des jeunes hommes qui leur proposent de les raccompagner chez elles. Elles acceptent à contrecœur et vivent alors une mésaventure désagréable : Alessandra, l'aînée, est en fait violée par les jeunes hommes. La jeune fille pardonne ensuite à ses violeurs et accepte d'épouser l'un d'entre eux, à la grande joie de ses parents qui ne se doutent de rien et d'une tante extravagante. Cependant, ce mariage suscite de profondes réticences de sa jeune sœur.
Seconda storia
Deux jeunes gens, qui se connaissent depuis l'enfance et qui ne se sont pas vus depuis longtemps, se rencontrent : l'un est riche, ses parents sont aux États-Unis, il dispose d'un grand appartement luxueux ; l'autre est pauvre, il s'appelle Giulio et il est sur le point d'épouser une certaine Mara. Un rapport malsain s'établit entre ce dernier et son ami riche : pour le garçon qui est sur le point de se marier, ce n'est rien d'important, pour l'autre, c'est un sentiment très profond et, se rendant compte que la relation ne peut pas continuer, il médite le suicide.
Terza storia
Nino, préposé au rideau dans un théâtre de la ville, est abandonné par sa femme Lina sans explication. L'homme, presque inconsciemment et accablé de chagrin, se met alors à contempler, d'abord à la télévision puis au zoo, un magnifique tigre royal à la grâce féline et à l'énergie extraordinaire. Il finit par en être littéralement fasciné, à tel point que lorsque sa femme réapparaît, il n'éprouve plus aucun sentiment pour elle.
Quarta storia
Dans le dernier épisode, un sans-abri de 72 ans, qui vit de mendicité, dort dans une vieille voiture abandonnée. Depuis la nuit de noces où sa femme lui a avoué qu'elle avait déjà un fils, le pauvre homme n'a pratiquement pas approché de femme. Il passe finalement une nuit d'amour inattendue et merveilleuse avec la concierge d'un immeuble proche de sa voiture.
Finale
Non loin de là, un inventeur électricien bricole une antenne, espérant secrètement capter la musique des étoiles.

## Fiche technique
- Titre original italien : Quartiere[2]
- Réalisation : Silvano Agosti
- Scenario : Silvano Agosti
- Photographie :	Silvano Agosti
- Montage : Silvano Agosti
- Musique : Ennio Morricone
- Production : Silvano Agosti
- Société de production : 11 Marzo Cinematografica, Rai
- Pays de production :  Italie
- Langue originale : Italien
- Format : couleurs
- Durée : 93 minutes
- Genre : comédie dramatique à sketches
- Dates de sortie :
  - Italie : septembre 1987 (Mostra de Venise 1987)[3] ; 28 novembre 1987 (sortie nationale)

## Distribution
- Victoria Zinny : la mère
- Valeria Sabel : la tante
- Dario Ghirardi : le père
- Lino Salemme : Giulio
- Alessandra Corsale : la sœur
- Paola Agosti : la sœur
- Lorenzo Negri : le garçon riche
- Ivano Erreri : l'ami
- Sergio Bini : Nino, le tireur de rideau
- Francesca Trevisanello : Lina, la femme
- Elisabetta Pellegrini : la prostituée
- Nino Manzone : le vieil homme
- Giorgetta Ranucci : la concierge
- Elena Donnici : l'épouse en mémoire
- Benedetto Simonelli : L'inventeur électricien
- Nicola Natalia : Violeur